# Tropidophis hendersoni
Espèce
Statut de conservation UICN

 CR B1ab(iii) : 
En danger critique
Statut CITES
Tropidophis hendersoni est une espèce de serpents de la famille des Tropidophiidae.

## Répartition
Cette espèce est endémique de l'est de Cuba.

## Description
C'est un serpent vivipare.

## Étymologie
Cette espèce est nommée en l'honneur de l’herpétologiste américain Robert W. Henderson.

## Publication originale
- Hedges & Garrido, 2002 : A new snake of the genus Tropidophis (Tropidophiidae) from eastern Cuba. Journal of Herpetology, vol. 36, n. 2, p. 157-161.